# Ганкок (Вермонт)
Ганкок (англ. Hancock) — місто (англ. town) в США, в окрузі Еддісон штату Вермонт. Населення — 359 осіб (2020).

## Демографія
Згідно з переписом 2010 року, у місті мешкали 323 особи в 150 домогосподарствах у складі 85 родин. Було 208 помешкань
Расовий склад населення:
| - 93,5 % — білих - 1,2 % — корінних американців - 0,6 % — чорних або афроамериканців - 0,6 % — азіатів |

До двох чи більше рас належало 4,0 %. Частка іспаномовних становила 0,9 % від усіх жителів.
За віковим діапазоном населення розподілялося таким чином: 18,9 % — особи молодші 18 років, 64,1 % — особи у віці 18—64 років, 17,0 % — особи у віці 65 років та старші. Медіана віку мешканця становила 48,3 року. На 100 осіб жіночої статі у місті припадало 116,8 чоловіків;  на 100 жінок у віці від 18 років та старших — 116,5 чоловіків також старших 18 років.
Середній дохід на одне домашнє господарство  становив 52 905 доларів США (медіана — 41 250), а середній дохід на одну сім'ю — 63 078 доларів (медіана — 66 667). Медіана доходів становила 43 750 доларів для чоловіків та 36 250 доларів для жінок. За межею бідності перебувало 14,0 % осіб, у тому числі 19,1 % дітей у віці до 18 років та 14,4 % осіб у віці 65 років та старших.
Цивільне працевлаштоване населення становило 158 осіб. Основні галузі зайнятості: освіта, охорона здоров'я та соціальна допомога — 20,3 %, виробництво — 14,6 %, роздрібна торгівля — 11,4 %, будівництво — 10,8 %.